# 手彩魔术
手彩魔术是完全依靠或主要依靠魔术师的双手来完成变幻的魔术。（因为依靠手上功夫和技法来完成变幻，所以又被称为徒手魔术。）手彩魔术是表演好其他魔术的基础，所以手彩魔术通常被用作魔术师的入门训练。

## 特点
运用小巧、易于掌握的彩物或其它小道具来进行魔术。常见的道具有：硬币、纸币、香烟、绸巾、纸牌、绳子、玻璃杯、乒乓球、鸽子等等。

## 分类
1. 无需“门子”的表演，即完全凭借表演者的熟练的技巧及敏捷的手法的魔术表演。

代表魔术为：《空手变牌》、《绳套魔术》
1. 有“门子”的表演，即需要特制的“门子”来辅助完成变幻的类型。

代表魔术为：《空手变球》、《空手染巾》